# NGC 1931
NGC 1931, là một tinh vân phát xạ và phản xạ trong chòm sao Ngự Phu. Tinh vân đã được gọi là "phiên bản thu nhỏ của Tinh vân Orion ", vì nó có chung một số đặc điểm. Nó là một tinh vân phản xạ phát xạ hỗn hợp và chứa một phiên bản nhỏ hơn của Trapezium trong cụm sao trẻ nóng của nó tập trung ở tinh vân phát xạ. Toàn bộ cụm / tinh vân chỉ có kích thước khoảng 3 arcmin. Khoảng cách từ trái đất được ước tính vào khoảng 7000 năm ánh sáng.
Tinh vân là danh mục Shar Xếp Sh 2-237.